# Campeonato Sudamericano de Baloncesto de 1945
El Campeonato Sudamericano de Baloncesto de 1945 corresponde a la XII edición del Campeonato Sudamericano de Baloncesto. Se disputó en Guayaquil, Ecuador del 19 al 31 de julio de 1945. Fue ganado por la selección de Brasil. Seis equipos compitieron, incluyendo a Colombia en su primera aparición. Después de un experimento con un torneo de dos rondas dos años antes, la competencia de 1945 volvió al formato de una sola ronda.

## Modo de disputa
Cada equipo jugó contra los otros cinco equipos una vez, para un total de cinco juegos jugados por cada equipo y 15 en general en la ronda preliminar. Como novedad, las posibilidades de cambios de jugadores dentro de cada partido fueron ilimitadas.

## Posiciones finales
| Rango | Equipo    | Puntos | PG | PP | Pts. a favor | Pts. en contra | Diferencia |
| ----- | --------- | ------ | -- | -- | ------------ | -------------- | ---------- |
| 1     | Brasil    | 10     | 5  | 0  | 233          | 170            | +63        |
| 2     | Uruguay   | 9      | 4  | 1  | 231          | 181            | +50        |
| 3     | Argentina | 8      | 3  | 2  | 271          | 239            | +32        |
| 4     | Chile     | 7      | 2  | 3  | 208          | 187            | +21        |
| 5     | Ecuador   | 6      | 1  | 4  | 209          | 206            | +3         |
| 6     | Colombia  | 5      | 0  | 5  | 180          | 349            | -169       |

## Resultados
| Brasil    | 31 - 26 | Uruguay   |
| Brasil    | 53 - 51 | Argentina |
| Brasil    | 50 - 42 | Chile     |
| Brasil    | 30 - 26 | Ecuador   |
| Brasil    | 69 - 25 | Colombia  |
| Uruguay   | 55 - 49 | Argentina |
| Uruguay   | 35 - 30 | Chile     |
| Uruguay   | 47 - 30 | Ecuador   |
| Uruguay   | 68 - 41 | Colombia  |
| Argentina | 41 - 37 | Chile     |
| Argentina | 50 - 42 | Ecuador   |
| Argentina | 80 - 52 | Colombia  |
| Chile     | 41 - 37 | Ecuador   |
| Chile     | 58 - 24 | Colombia  |
| Ecuador   | 74 - 38 | Colombia  |

Fuente: FIBA